# Antonín Houba
Antonín Houba (27. května 1909 Beroun – 16. října 1986 Praha) byl český hokejista, který reprezentoval Československo.

## Kariéra
Vyrůstal hokejově v Písku, na začátku 30. let byl členem týmu TK Důstojníci Praha, z kterého po třech letech přestoupil do SK Slavia Praha. Zde vydržel dvě sezóny, po kterých přestoupil v té době do nejúspěšnějšího klubu LTC Praha. S tímto týmem spojil svůj další hokejový osud na dalších 13 let, zde také ukončil hokejovou kariéru.
Již v roce 1934 se mohl zúčastnit MS 1934 v italském Miláně, ale na šampionát neodcestoval. Byl členem reprezentačního týmu na MS 1937 v Londýně i šampionátu konaného o rok později, 1938 v Praze. Zde tým vybojoval bronzovou medaili, v rámci ME dokonce stříbrnou. V reprezentaci odchytal 3 zápasy.
Během druhé světové války působil jako trenér dorostu v LTC Praha, v letech 1950–53 po skončení aktivní kariéry pracoval jako trenér a funkcionář v Tatře Smíchov, která pokračovala jako nástupnický tým LTC Praha.